# Merzig
Merzig je německé pohraniční město v Sársku, je sídlem zemského okresu Merzig-Wadern. Leží v údolí řeky Saar, asi 50 km severozápadně od města Saarbrückenu a jihovýchodně od Trevíru, přibližně 8 km od státní hranice s Francií a 50 km od města Mety. 
Žije zde přibližně 30 tisíc obyvatel.

## Administrativní dělení
Vládním rozhodnutím Spolkové republiky Německo z roku 1974 bylo město spojeno se 17 obcemi, čtvrtěmi či dvory. Jsou toː 
Ballern, Besseringen, Bietzen, Brotdorf, Büdingen, Fitten, Harlingen, Hilbringen, Mechern, Menningen, Merchingen, Merzig (střed), Mondorf, Schwemlingen, Silwingen, Weiler a Wellingen.

## Historie

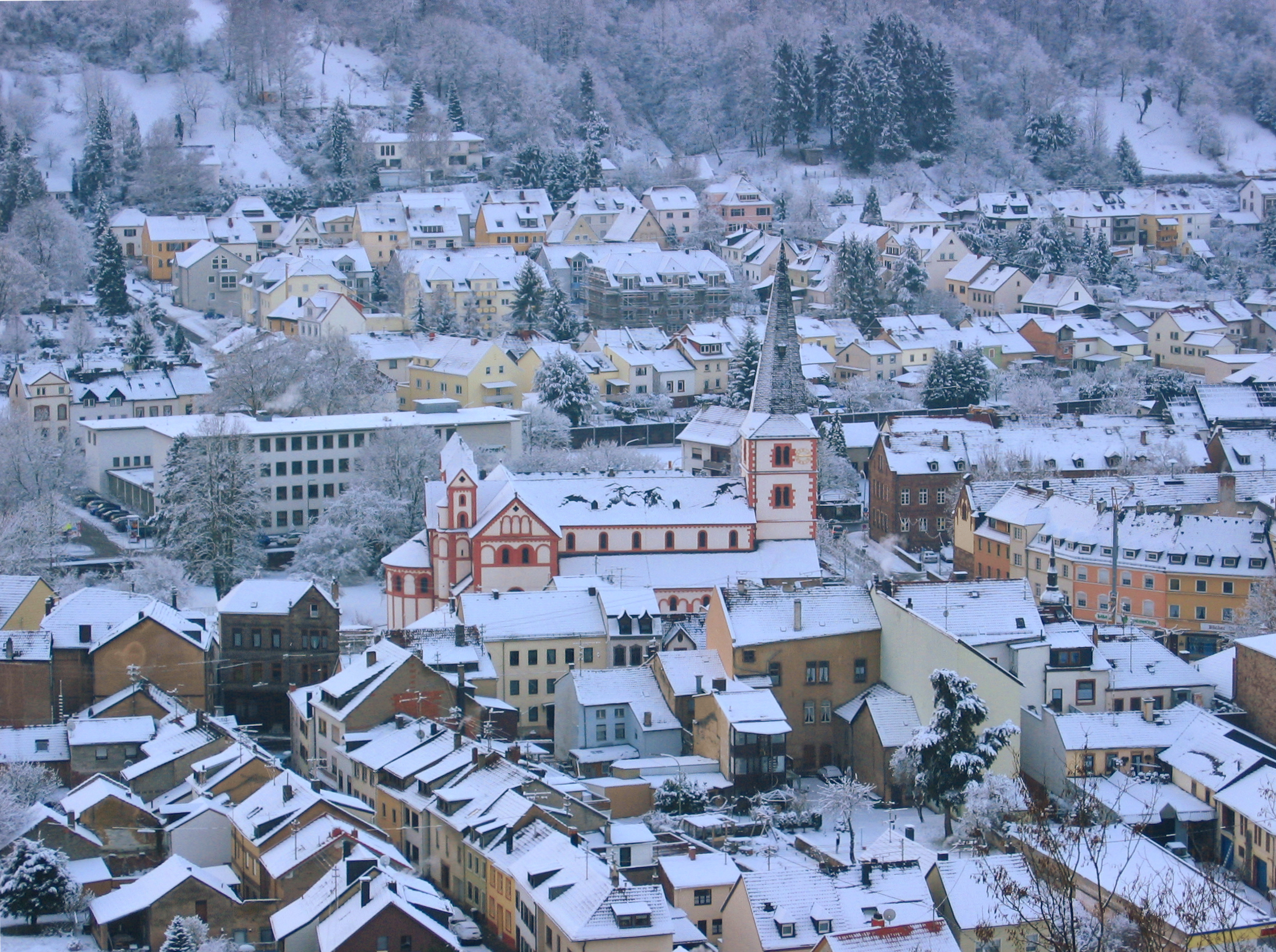
Centrum starého města s románským kostelem sv. Petra

První osídlení oblasti bylo antické, dokládají je archeologické nálezy z 1. století př. n. l. z římské osady, která ležela na konci údolí Merching v okrese Hangenfeld, kde se potok Ritzerbach vlévá do Seffersbachu. Merzig je poprvé písemně zmíněn roku 369 pod názvem Martium
.
V raném středověku je zapsáno korunní panství Merzig roku 869, kdy je římský císař Karel II. Holý daroval arcibiskupu Bertolfovi z Trevíru při jeho biskupském svěcení. Ve 12. a 13. století sloužila rodina ministeriálů z Merzigu kurfiřtovi. Trevírský arcibiskup měl v Merzigu fojtská práva. 
V současnosti pustá vesnice Wolkessen (nebo Wolkesingen) v katastru města Merzig je zmíněná v roce 1337, kdy patřila k opatství benediktinů v Mettlachu. V 11. století se Merzig stal hlavním městem stejnojmenné kapituly, ke které patřilo 45 farností. Od 11. století se Merzig ocitl mezi rostoucími mocenskými nároky trevírských kurfiřtů a Lotrinska. Reprezentativním kostelem trevírské arcidiecéze se stala monumentální románská bazilika svatého Petra. 
V roce 1333 mocný kurfiřt Balduin Lucemburský (prastrýc a kulturymilovný vzor českého kralevice Karla IV.) vysoudil svá práva na Merzig proti vévodovi Rudolfovi Lotrinskému. Po vzestupu lotrinského vládnoucího rodu došlo k patové situaci a od roku 1368 byl Merzig spolu s okresem Merzig-Saargau spravován společně trevírskými kurfiřty a Lotrinskem.
Toto kondominium existovalo přibližně 400 let do roku 1778 a od roku 1766 společně s Francií, která byla právním nástupcem Lotrinska. Po rozdělení kondominia se Merzig stal součástí kurfiřtství Trevír až do roku 1794, ale brzy byl obsazen francouzskými revolučními vojsky. Po skončení francouzské okupace se v roce 1815 stal součástí nové pruské provincie Porýní. Pruský král Fridrich Vilém IV. potvrdil Merzigu městská práva oficiálně až 25. května 1857. 
Nejstarší známá mapa města z roku 1617 zobrazuje vlastnickou strukturu městských obvodů, zejména externích církevních majitelů, včetně Mettlachu, Montclairu, Trevíru a proboštství. Zachycuje také cenné detaily topografie městaː dva mosty přes Seffersbach, několik mlýnů, řeznictví na trhu a uspořádání ulic s vyobrazením řady domů.
Od roku 1936 se vedení města přihlásilo k národním socialistům, kteří v roce 1938 vyplenili židovskou čtvrť a následovaly deportace židovského obyvatelstava do koncentraščních táborů. 
Spojenci v listopadu 1944 dvěma nálety bombardovali nejdříve železniční trať Merzig-Büschfeld a 19. listopadu 1944 samotné město, při tom bylo zničeno nebo poškozeno 1352 budov či domů. Během druhé světové války Němci navíc vyhodili do povětří různé mosty, včetně železničního mostu Merzig-Bettsdorf 3. září 1939 a dalších tří železničních a čtyř silničních mostů v letech 1944–1945. Většina památkově chráněných budov byla po roce 1945 silně přestavěna.

## Památky
- Kostel sv. Petra – trojlodní pozdně románská bazilika z let 1190–1230, s barokním domem fary; nejvýznamnější románský kostel v Sársku; významný je také interiérː morový krucifix ze 14. století; nástěnné malby ve stylu nazarénů 19. století.
- Kostel sv. Cyriaka v Mechern, původně farní a hřbitovní kostel obce, věž a jádro stavby jsou středověké ze 13.–15. století, přestavěn v 19. století a zejména po roce 1945
- Kreuzberg – vrch nad městem, ke kapli sv. Kříže vedou kamenná zastavení Křížové cesty s tesanými reliéfy; na svazích vrchu byla roku 2007 znovu osazená vinice, která produkuje kvalitní bílé víno s ochrannou známkou Saarländischer Landwein
- Stará radnice („Altes Rathaus“), šestiboká budova, postavená v letech 1647–1649 jako lovecký zámeček trevírského kurfiřta pro arcibiskupa Filipa Christoffa von Sötern
- Měšťanské domy, barokní stavby z 18. stoletíː Halfenhaus (bývalá přístavní hospoda), Staadt-Marxsches Haus, Hilbringerský zámeček, opatský dvůr Besseringen (také zvaný „Zehnt-Haus“), obytný dům Christiana Kretzschmara; hostinec Kaiserhof z 19. století.
- Villa Fuchs – třípodlažní řadový dům v historickém centru, do roku 1938 sídlo rodiny židovského majitele továrny na tabák a cigarety; nyní městské kulturní centrum; v Nádražní ulici se dochovala také po válce přestavěná budova Fuchsovy továrny.

## Galerie

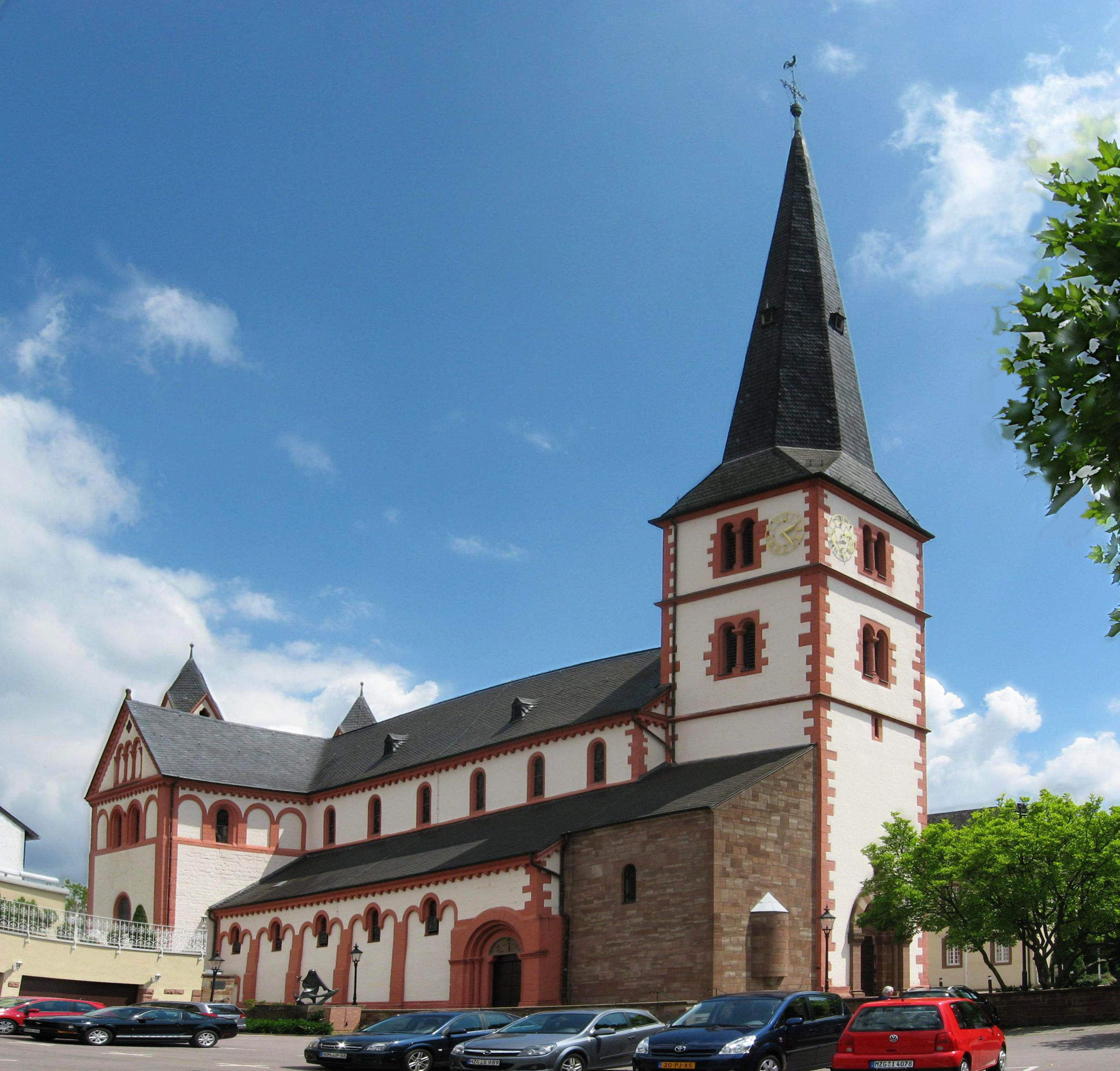
Kostel sv. Petra
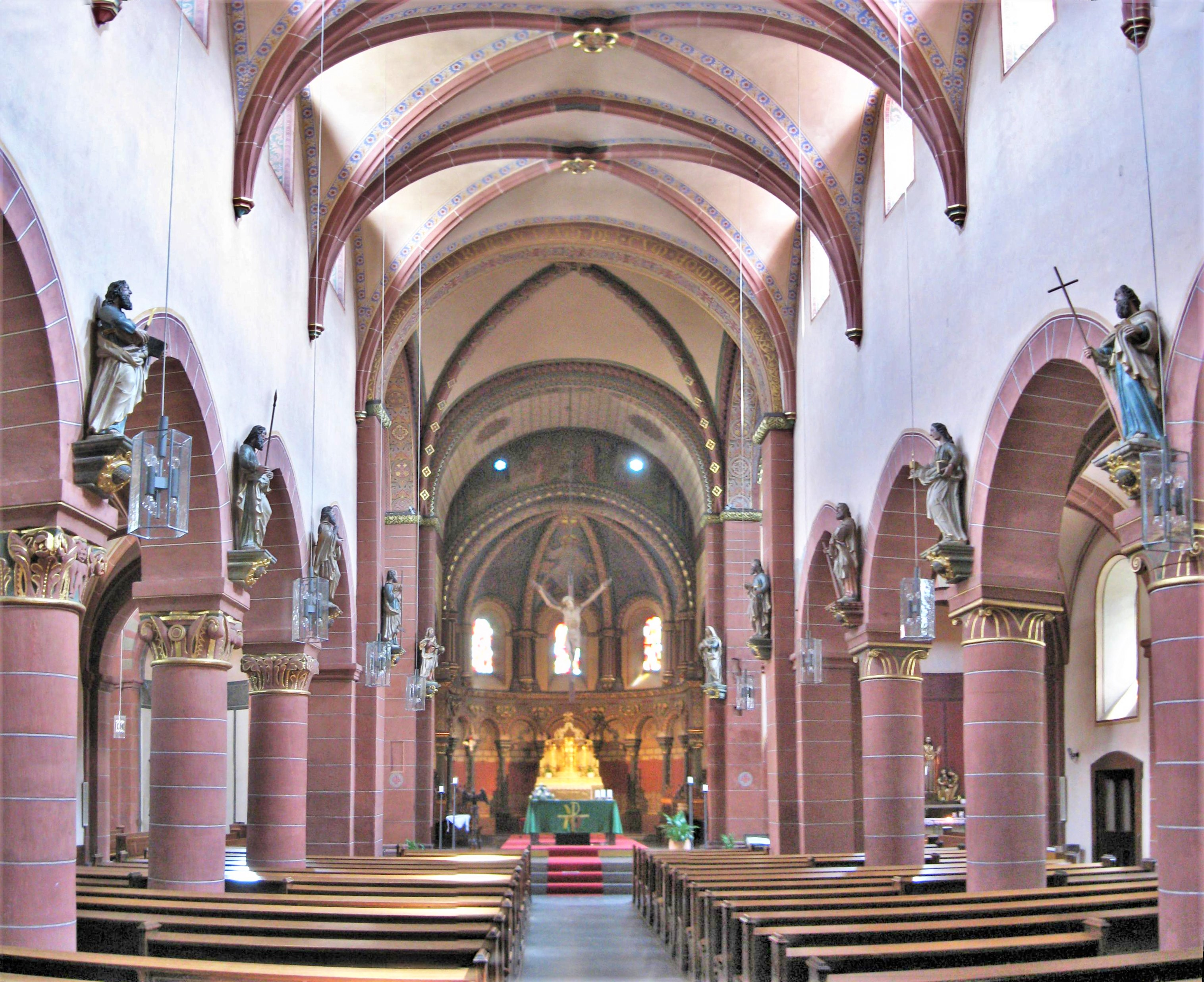
Hlavní loď kostela sv. Petra
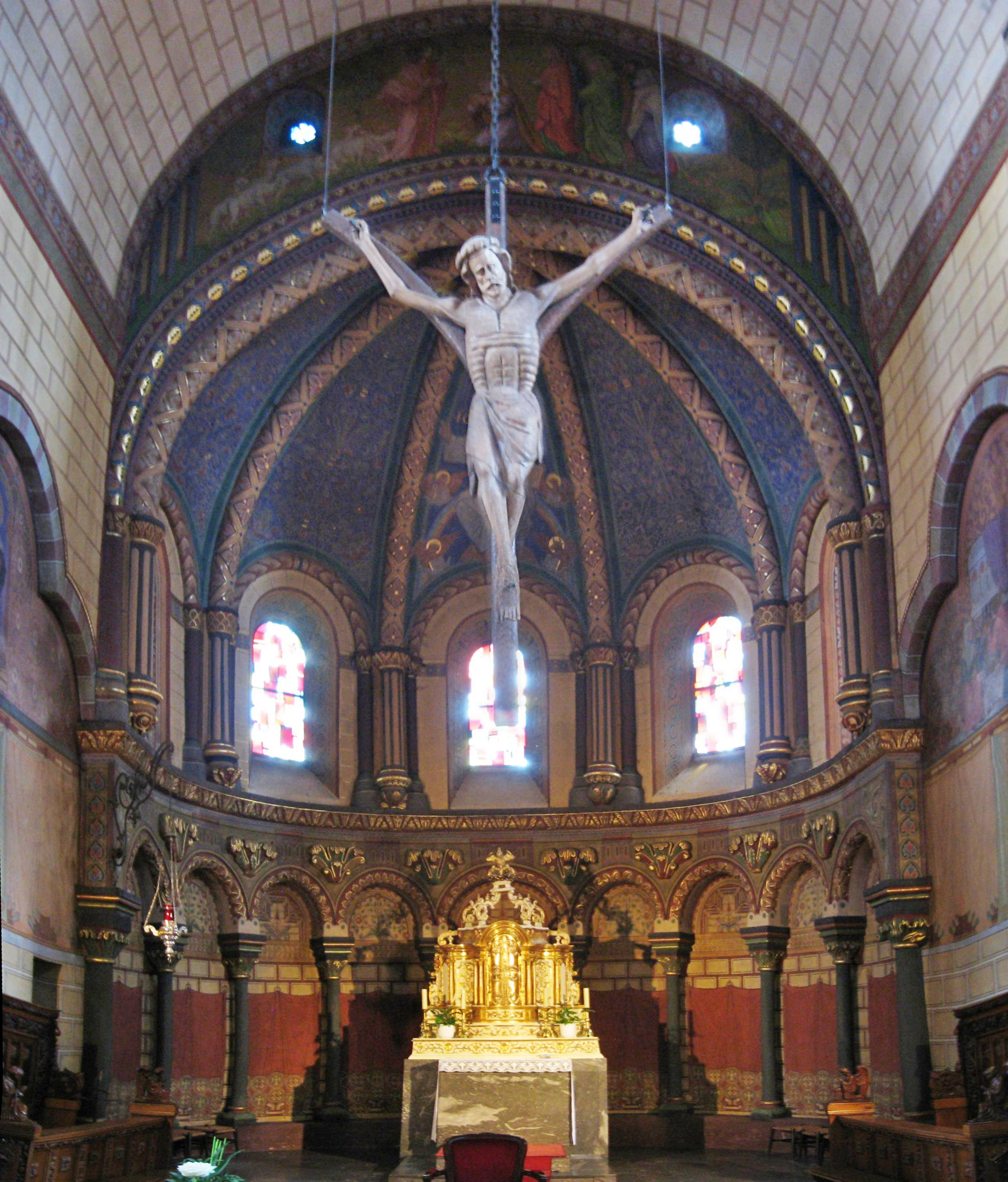
Morový krucifix
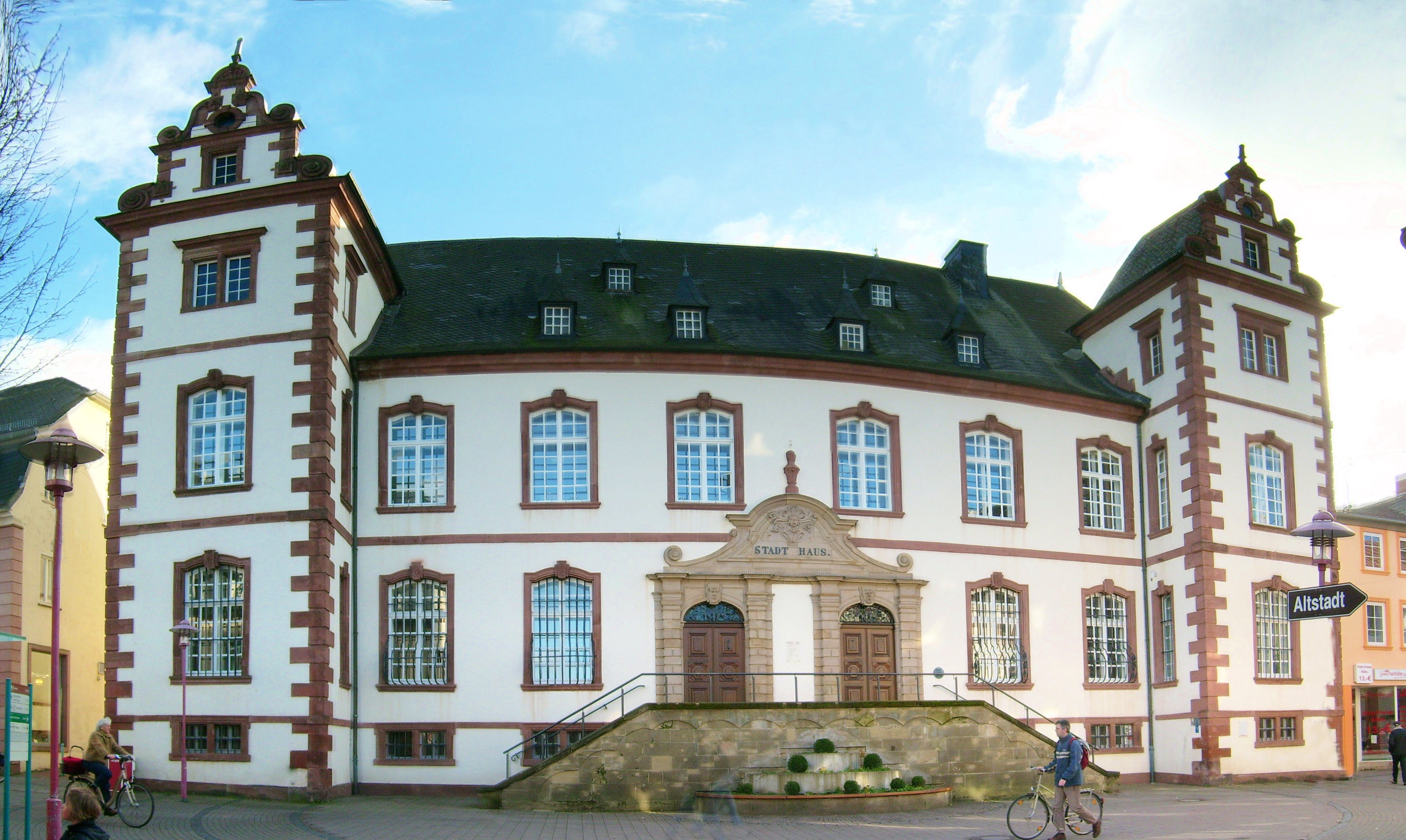
Stará radnice
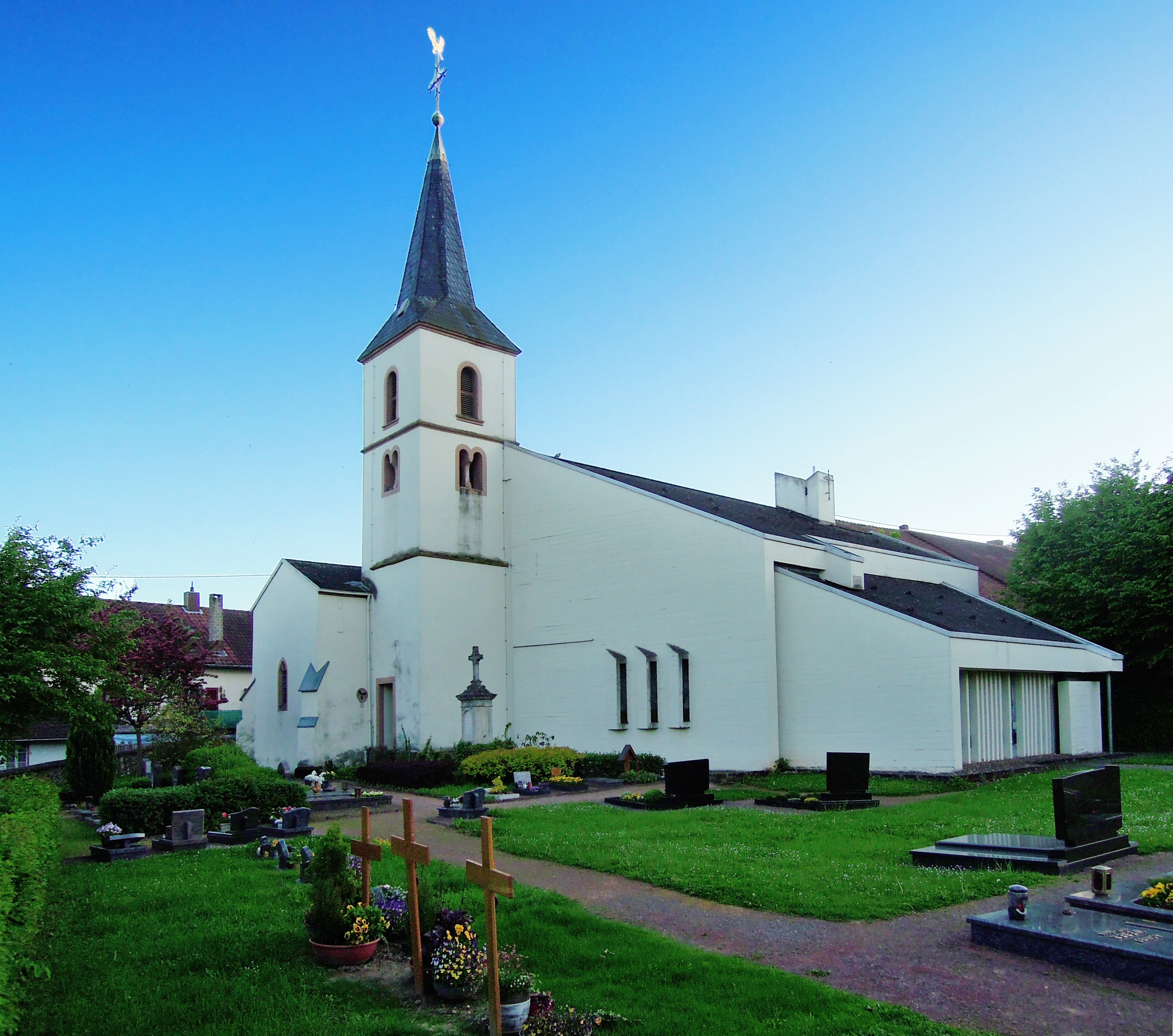
Kostel sv. Cyriaka, Mechern
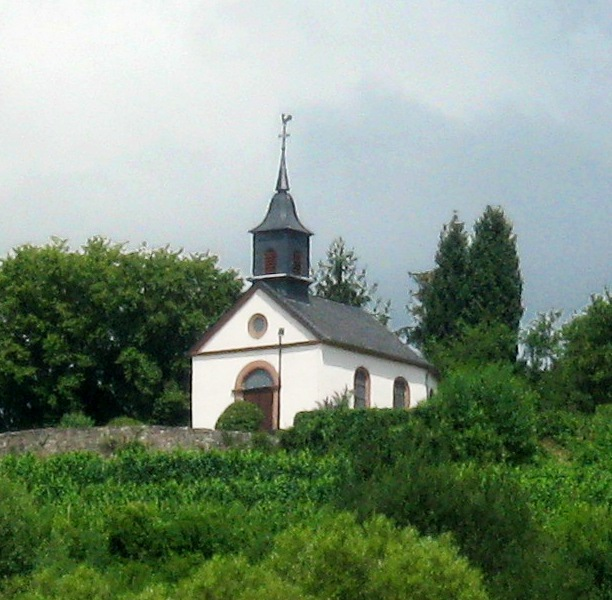
Kaple sv. Kříže, Kreuzberg

## Partnerská města
- Saint-Médard-en-Jalles (Francie), od 1986
- Luckau (Německo, Braniborsko), od 2009